# Etiqueta identificadora

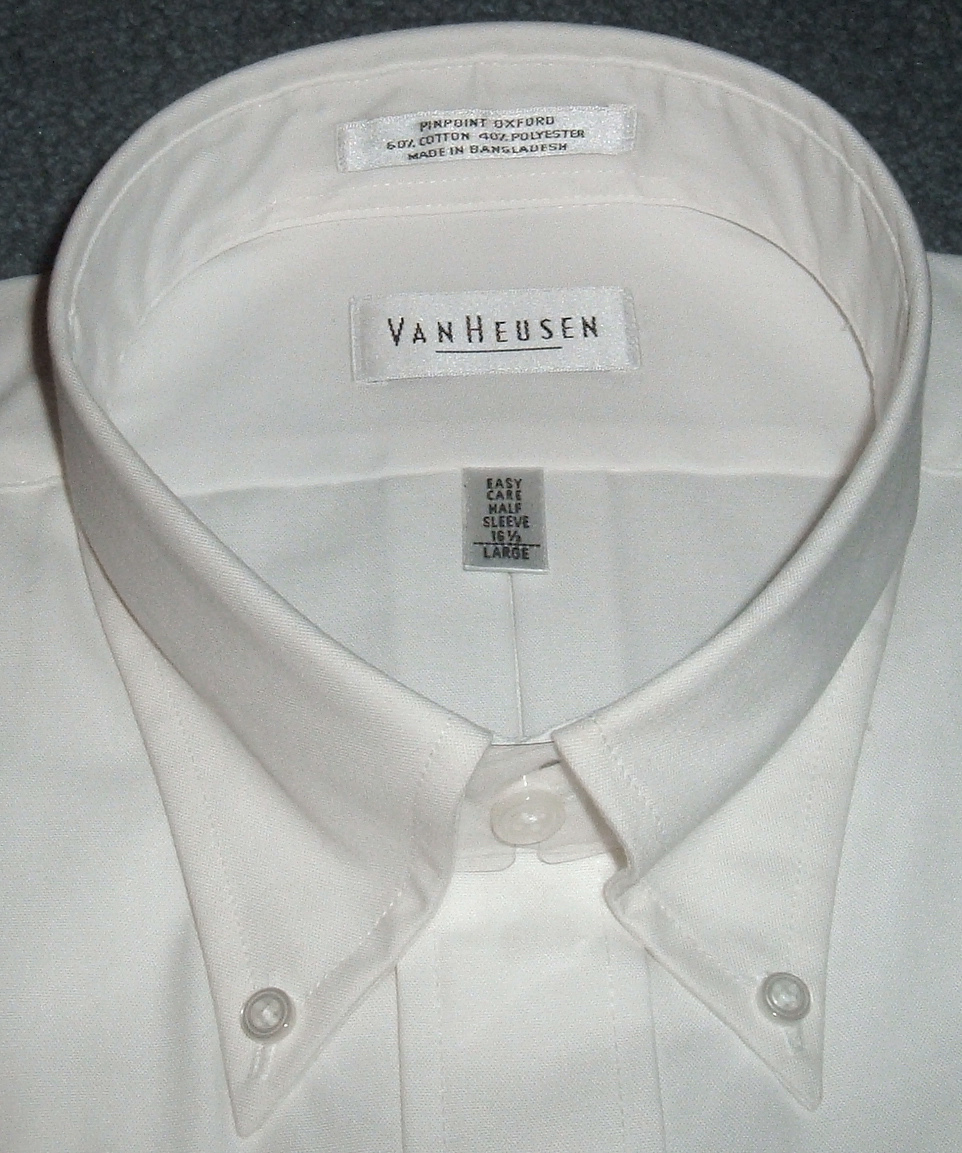
Camisa con etiquetas

Una etiqueta identificadora es un pedazo de papel, una película de plástico, un pedazo de tela, de metal u otro material colocado en un recipiente o producto, donde hay escritos o impresos símbolos o información sobre el producto o el artículo. La información impresa directamente en un contenedor o un artículo también se puede considerar como etiquetaje.

## Tipo
Las etiquetas tienen muchos usos, incluida la promoción y la información sobre el origen de un producto, el fabricante (p. ej., el nombre de la marca), el uso, la seguridad, la vida útil y la eliminación, algunos o todos los que pueden regirse por legislación como la de los alimentos en el Reino Unido o los Estados Unidos. Los métodos de producción y fijación a los envases son muchos y diversos y también pueden estar sujetos a estándares reconocidos internacionalmente. En muchos países, los productos peligrosos como venenos o líquidos inflamables deben tener una etiqueta de advertencia.

## Productos

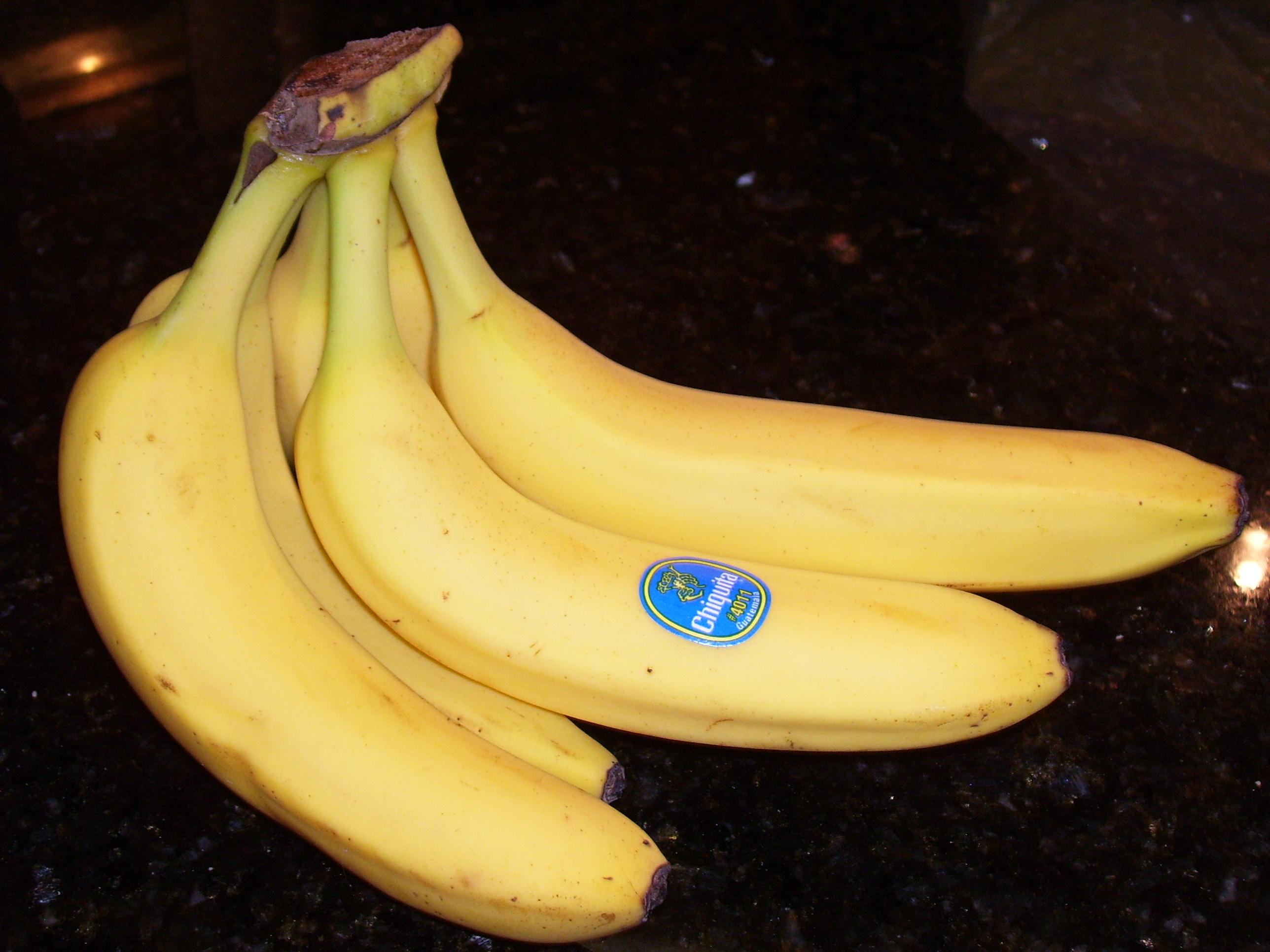
Un montón de plátanos con una etiqueta

La identificación permanente del producto mediante una etiqueta es habitual; las etiquetas deben permanecer seguras durante toda la vida útil del producto. Por ejemplo, una matrícula de un automóvil debe ser resistente al calor, a los aceites ya la manipulación; de la misma forma, una etiqueta de alimento debe perdurar hasta que el alimento se haya utilizado. Las etiquetas de productos extraíbles deben pegarse hasta que se eliminen. Por ejemplo, una etiqueta de una nevera nueva contiene información sobre la instalación, el uso y el medio ambiente: la etiqueta debe poder sacarse de la unidad de forma limpia y sencilla una vez instalada.
Las etiquetas de alimentos y bebidas suelen incluir información crítica relacionada con el contenido o los ingredientes utilizados en un producto, así como indicar riesgos de alergia como la presencia de gluten o soja. Por ejemplo, la Food and Drug Administration (FDA) de Estados Unidos proporciona estándares para regular la información proporcionada en las etiquetas y envases de vino y licores. Estas etiquetas incluyen información como el nombre de la marca, la designación de clase y tipos y el contenido de alcohol.

## Etiqueta adhesiva

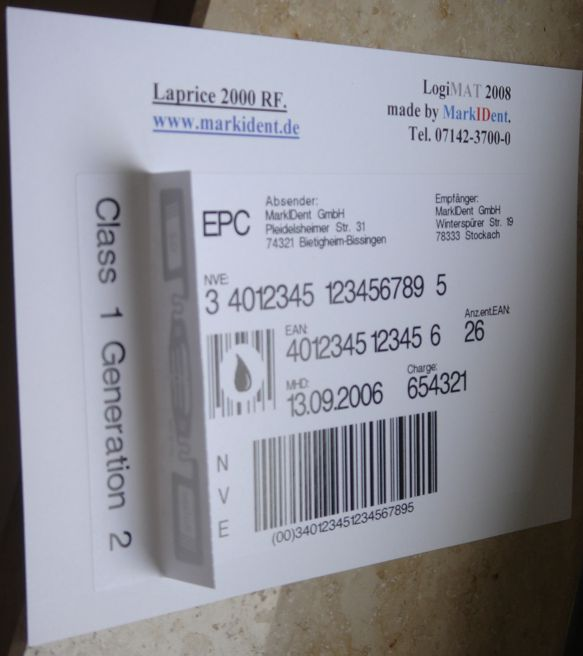
Etiqueta adhesiva tipo FlagTag.

La etiqueta autoadhesiva es una etiqueta  creada por la empresa estadounidense Avery Dennison en los años 30 y sirve, entre otros, para identificar, informar, permitir la trazabilidad (RFID) e incluso indicar si un producto se encuentra a la temperatura indicada o dentro de la caducidad. fecha (Plunkett, 2008).

### Historia
Las primeras etiquetas adhesivas aparecieron durante la Segunda Guerra Mundial, de la mano de Avery Dennison. Su empresa de nueva creación, durante la guerra, Avery Dennison Corporation (Avery), se estableció en Inglaterra con el fin de crear una nueva línea de materiales basada en etiquetas adhesivas (Pasiuk, 2006). Avery en 2009 opera en 39 países con unas 200 fábricas y oficinas (Corbett, 2004, p. 217).    
En 2009, es posible utilizar etiquetas adhesivas en prácticamente todas las líneas de negocio. Cervezas premium, cosméticos, productos de higiene personal y farmacéuticos, etc. (Pasiuk, 2006, p.21).

## Etiqueta DYMO

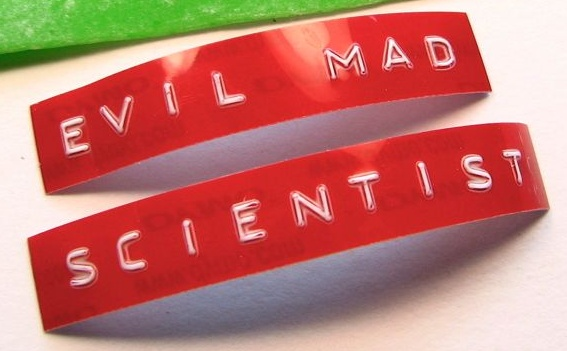
Etiqueta hecha con cinta en relieve

Es un sistema mecánico fabricado por DYMO Corporation, que funciona en relieve sobre una tira de plástico de colores, o cinta en relieve. Un martillo en forma de letra provocó una extrusión en forma de letra en el lado opuesto de la cinta. El plástico elevado se despejaba, proporcionando contraste visual. Hoy en día, este tipo se ha sustituido casi por completo por dispositivos electrónicos de transferencia térmica con teclado y pantalla integrados, y un cartucho integrado que contiene el material de la etiqueta (y cinta de impresión, en su caso).

### Etiqueta Braille

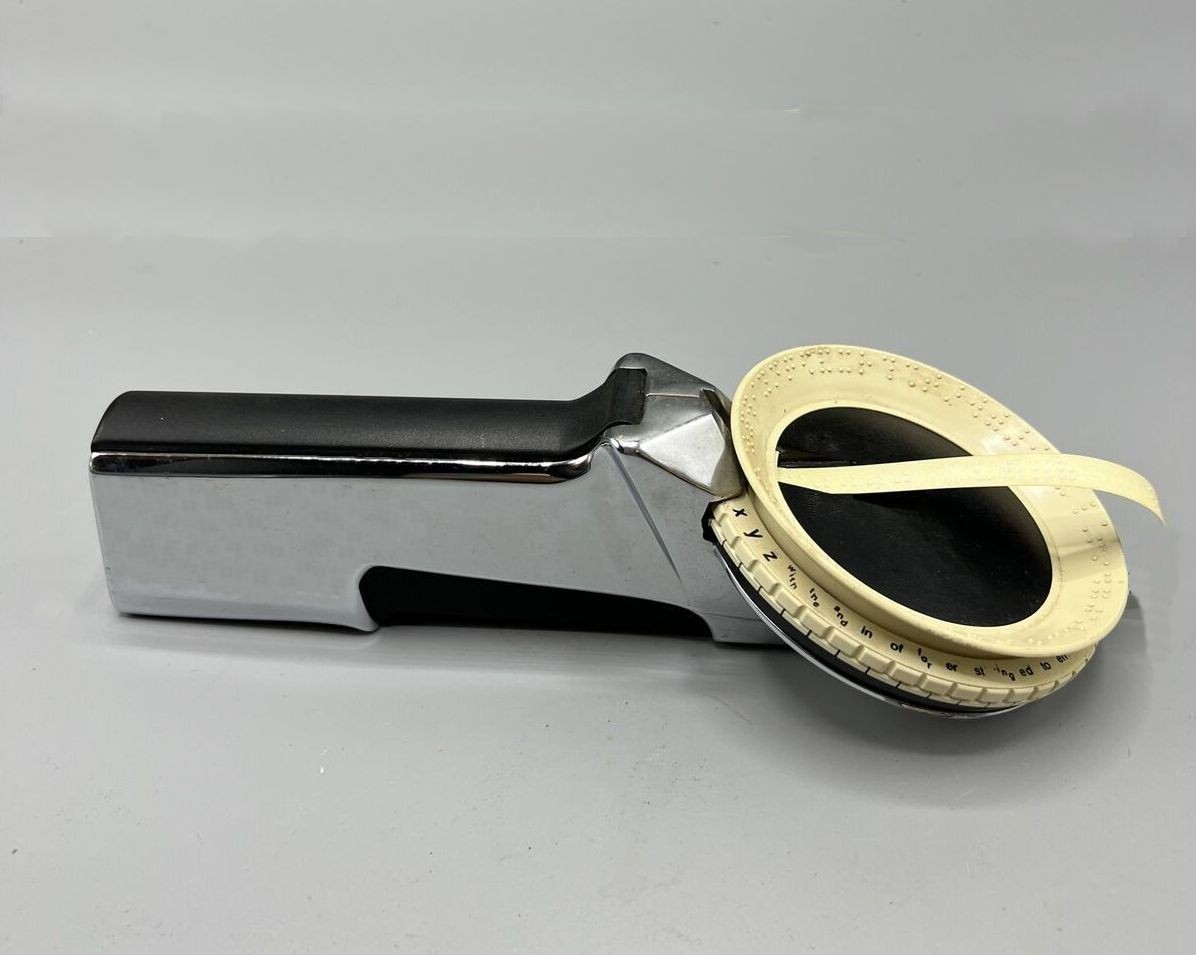
Etiquetadora en relieve para código Braille

Existen también unas etiquetadoras Braille portátiles, hechas por varios fabricantes, Dymo, Scotch, Reizen. que utilizan la misma mecánica y cintas que las de letra normal pero con una rueda Braille, y que son muy prácticas para los invidentes tanto en el trabajo como en la escuela o el hogar. Permiten utilizar también cinta de etiquetado de aluminio, que está diseñada específicamente para ser utilizada con pizarras Braille y, se puede enganchar fácilmente a las superficies que se quieren etiquetar, siendo más resistente al desgaste que el vinilo.

### Características
Debido al método empleado en el grabado en relieve, las letras sólo pueden ser de color blanco. En ocasiones, el soporte adhesivo de la cinta puede debilitarse, sobre todo en contacto con líquido o polvo. La cinta es más rígida que la mayoría de los otros materiales de etiquetado y puede saltar si el objeto etiquetado se dobla o bajo la fuerza de su curvatura original, si la etiqueta no se engancha bien después de haber sido impresa.

## Coleccionabilidad
El hacer colección de etiquetas es un fenómeno mundial, desde etiquetas utilizadas en cajas de cerillas y productos alimenticios (por ejemplo, queso), vino hasta envases impresos. Los coleccionistas se sienten atraídos por sus etiquetas tanto por su influencia en el diseño artístico como por la historia de la venta al por menor.